# وست هورسلی
وست هورسلی (به انگلیسی: West Horsley) یک روستا و محله مدنی در بریتانیا است که در Guildford واقع شده‌است. وست هورسلی ۱۰٫۸۳ کیلومتر مربع مساحت و ۲٬۸۲۸ نفر جمعیت دارد.